# 19778 Louisgarcia
19778 Louisgarcia è un asteroide della fascia principale. Scoperto nel 2000, presenta un'orbita caratterizzata da un semiasse maggiore pari a 2,8590081 UA e da un'eccentricità di 0,0867539, inclinata di 2,99740° rispetto all'eclittica.